# Stipa entrerriensis
Stipa entrerriensis là một loài thực vật có hoa trong họ Hòa thảo. Loài này được Burkart miêu tả khoa học đầu tiên năm 1968.